# Chroniewski
Chroniewski – polski herb szlachecki, odmiana herbu Gryf

## Opis herbu
W polu czerwonym wspięty gryf złoty, w prawej łapie trzymający trzy pióra strusie, a w lewej – obręcz złotą. Nad hełmem w koronie w złotej obręczy trzy pióra strusie.

## Historia herbu
Według Ostrowskiego, "początek odmiany niewiadomy".